# امین نوری
امین نوری (بلغاری: Емин Нури؛ زادهٔ ۲۲ ژوئیهٔ ۱۹۸۵) بازیکن فوتبال اهل سوئد است.
از باشگاه‌هایی که در آن بازی کرده‌است می‌توان به باشگاه فوتبال اوسترش و باشگاه فوتبال کالمار اشاره کرد.
وی همچنین در تیم‌های ملی فوتبال زیر ۲۱ سال سوئد و جمهوری آذربایجان بازی کرده‌است.